# 新村街道 (辽阳市)
新村街道，是中华人民共和国辽宁省辽阳市宏伟区下辖的一个乡镇级行政单位。2020年4月，新村街道鹏程园社区、火炬街社区并入长征街道，新村街道的龙鼎山社区、龙鼎山庄社区并入工农街道。

## 行政区划
新村街道下辖以下地区：
火炬街社区、鹏程园社区、龙顶山社区和龙鼎山庄社区。